# 소림사 십대장문
"소림사 십대장문"(少林寺 十大長文)은 한국에서 제작된 김선경 감독의 1978년 영화이다. 왕룡 등이 주연으로 출연하였고 강대진 등이 제작에 참여하였다.

## 출연

### 주연
- 왕룡
- 설지연
- 양위
- 강전

## 기타
- 조명: 조기남
- 녹음: 김성찬
- 미술: 김성배